# .303ブリティッシュ弾
.303ブリティッシュ弾（303ブリティッシュだん）または7.7×56mmRないし7.7x56Rmmは、最初は1888年にリー・メトフォード小銃用の黒色火薬を使用する実包として、次にリー・エンフィールド小銃用の無煙火薬を使用する実包として、イギリスで開発された、.311インチ口径のライフル、カービン、機関銃用の実包である。
1950年代まで、イギリスとイギリス連邦の標準軍用実包であった。

## 概要

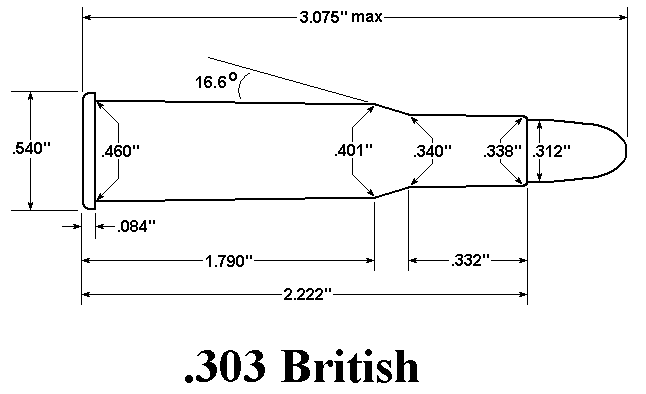
.303ブリティッシュ実包の寸法

.303インチ（7.7mm）は、より古い黒色火薬時代の用語体系に従った、ライフリングの山の頂点間で測定された口径の公称寸法である。ライフリングの谷の間で測定された公称寸法は.311インチ（7.9mm）である。多くの.303インチ軍放出ライフルでは、口径がしばしば.309インチ（7.8mm）から.318インチ（8.1mm）までに及ぶのが見られる。標準の.303実包のために推奨されている弾丸直径は.312インチ（7.92mm）である。
この実包は軍放出ライフルと共に、特にオーストラリア、カナダ、ニュージーランド、またある程度はアメリカ合衆国と南アフリカでも、狩猟用途に多用された。カナダでは、それが大型熊を除いてどんな猟獣にも適切であることがわかった。オーストラリアでは、軍から放出されたライフルの銃身を.303/22口径や.303/25口径に改修するのが、一般的だった。
南アフリカでは、ボーア戦争の間にボーア人によって鹵獲されたイギリスのリー・エンフィールド小銃が、狩猟銃化されて、比較的小型のインパラから、大型のオオカモシカとシマカモシカまで、何にでも適切であると見なされて、多くのハンターに人気になった。

## Mark 1/2
最初に採用されたMk.1は質量215グレイン（13.9g）の円頭形状で、鉛の弾芯を銅・ニッケル合金の被甲で覆ったフルメタルジャケット弾であった。装薬は圧縮黒色火薬である。Mk.1のジャケットは無煙火薬で用いるには薄過ぎたため、Mk.2ではジャケットの厚みが増やされた。

## Mark 3/4/5/6
上記の円頭弾が実戦で使用されると、特に1897-98年のインド北西辺境のチトラルとチラー遠征の間に限られた数が支給されたダムダム弾（拡張弾頭）と比較した時、威力不足であることがわかった。この戦訓はMk.2弾丸のジャケットを削って弾頭部を露出させた、制式名S.A.Ball .303インチ コルダイト Mk.3の導入に繋がった。
同様のホローポイント弾はMk.4とMk.5の最初の生産型でも採用された。これらのソフトノーズのホローポイント弾は人体に対して恐るべき威力を発揮したが、非人道的であるとして批判され、1899年のハーグ陸戦条約によって禁止された。こうした弾頭が拡張する弾丸は用途廃止となり、製造済みの在庫品（4500万発以上）は射撃練習に使用された。それらを置き換えるために、Mk.2と同様の円頭弾だがより薄いジャケットを採用したMk.6が、1904年に導入された。薄いジャケットは弾頭がいくらかでも拡張するかもしれないと期待してのことだったが、そうした事例は起きないと判明した。

## Mark 7
1898年にフランスで初めて採用され、各国にも広まった尖頭弾、いわゆる"spitzer"弾は弾丸デザインを変革した。また尖頭形状に加えて、より高い砲口初速を得るために、弾丸自体も従来よりもずっと軽かった。それは弾丸の速度が上がるに従って、対人威力が急激かつ大幅に致命的になることがわかったからであった。
1910年にイギリスは、Mk.6弾をより現代的なデザインに置き換える好機を得た。Mk.7は174グレイン（11.3g）の尖頭のフラットベース弾（後端が円筒形状の弾丸）を採用した。この設計により2,440 ft/s（740 m/s）の砲口初速が得られた。
一般に、Mk.7は、よりMk.6までの.303弾もしくは一般的な尖頭弾のデザインと異なっていた。Mk.7弾は普通のフルメタルジャケット尖頭弾に似ているが、これは外観だけである。設計者は意図的に、Mk.7の弾丸の前方3分の1には鉛の代わりに、アルミニウムかテナイト樹脂（セルロース・プラスチック）、あるいは圧縮された紙を充填した。それは弾丸の先端を軽くすることで、弾丸の重心を後方に移動させる為だった。
弾丸は銃身のライフリングによって加えられた旋転力の為に飛翔中は安定しているが、目標に着弾する際に従来型の弾丸とは非常に異なった挙動を見せた。弾丸が目標に命中して減速するとすぐに、重い鉛の後半部分は、乱暴な横転と弾丸変形を引き起こした（タンブリング現象）。それによって、標準的な尖頭弾よりもずっと酷い銃創を負わせた。それにもかかわらず、この弾丸はハーグ陸戦条約の諸規定に合致し合法だった。後に同様の原理の弾頭が7.35×51mm カルカノ弾や5.45x39mm弾、5.56x45mm NATO弾（SS109）に採用されている。
Mk.7（と、後のMk.8）弾には、ニトロセルロース装薬を利用するバージョンがあった。ニトロセルロースバージョン（最初の導入は第一次世界大戦時）であることは、例えば重量175グレインの「Mk.7Z」のように、形式名の末尾の表示と、薬莢底部の刻印（ヘッドスタンプ）の、「Z」の文字で示された。
第一次世界大戦中の1918年4月21日に、マンフレート・フォン・リヒトホーフェンは一発の.303Mk.7弾を受けて戦死した。

## Mark 8
1938年に、Mk.8（Mk.8とMk.8Z）弾が、ヴィッカース重機関銃の射程を延長するために採用された。
Mk.7弾薬よりわずかに重い175グレイン（11.3g）で、一番の違いは、ボートテール弾（弾尾を絞った形状の弾丸）と増量された装薬（Mk.8Zの場合、41グレインのニトロセルロース火薬）だった。装薬は2,525～2,900 ft/s（780～884 m/s）の砲口初速を与えた。その結果、薬室が受ける最高圧力は、Mk.7弾の39,000 lbf/sqと比べて、42,000～60,000 lbf/sq（おおよそ280～414 MPa）と、かなり高かった。
Mk.8弾薬の断面は、長く緩やかな曲線を描くボートテール形状を示し、このことは非常に高い弾道係数を提供する。Mk.8弾薬は「全ての.303インチ小火器と機関銃に適している」と評されたが、Mk.7 コルダイトを使用する従来の火器においては、銃腔の重大な損耗を引き起こし、このことは発射されたボートテール弾丸が横弾となる原因とされた。
その結果、Mk.8弾薬は、他の弾薬が利用不可能な非常時を除いて、ライフルと軽機関銃での一般的使用を禁じられた。この公式の禁止に対するいくらか自然な反応として、軍の兵器科は「Mk.8弾薬を手に入れることができた全ての者が、彼自身のライフルで即座にそれを使用した」と報告した。

## 徹甲弾/曳光弾/焼夷弾
徹甲弾と曳光弾は1915年の間に導入された。ジョン・ポメロイ設計の炸裂弾は、Mk.7.Yとして1916年に導入された。
ツェッペリン飛行船の脅威に対抗するために、いくつかの焼夷弾が1914年から個人的に開発されたが、1916年後半にブロックがBIK Mk.7.K13 を設計するまで採用はされなかった。海軍予備員でもあるブロック空軍中佐は、花火製造会社を経営するブロック家の一員だった。
これらの弾は、長い期間にわたって幅広く開発されたため、いくつかのMark番号を付与された。イギリス軍に採用された最後の曳光弾は、1945年のG Mk.8だった。そして、最後の徹甲弾は1945年のW Mk.1Zだった。そして、最後の焼夷弾は1942年のB Mk.7だった。炸裂弾は弾丸内部に充填できた炸薬が比較的少量だった為に、有効性が限られていたので、1933年以降はイギリスでは造られなかった。炸裂弾の役割はMk.6とMk.7焼夷弾で代替可能だった。
1935年に、機関銃で使用するために、.303 O Mk.1 観測弾が導入された。この弾丸は着弾すると爆裂して、射手に白煙を示すように設計された。もし必要なら、やはりMk.6とMk.7焼夷弾で代用することもできた。
第一次世界大戦の間に、イギリスの工場だけで.303弾薬を70億発、製造した。さらに他国でも大規模な生産が行われた。

## 日本の7.7mm弾薬

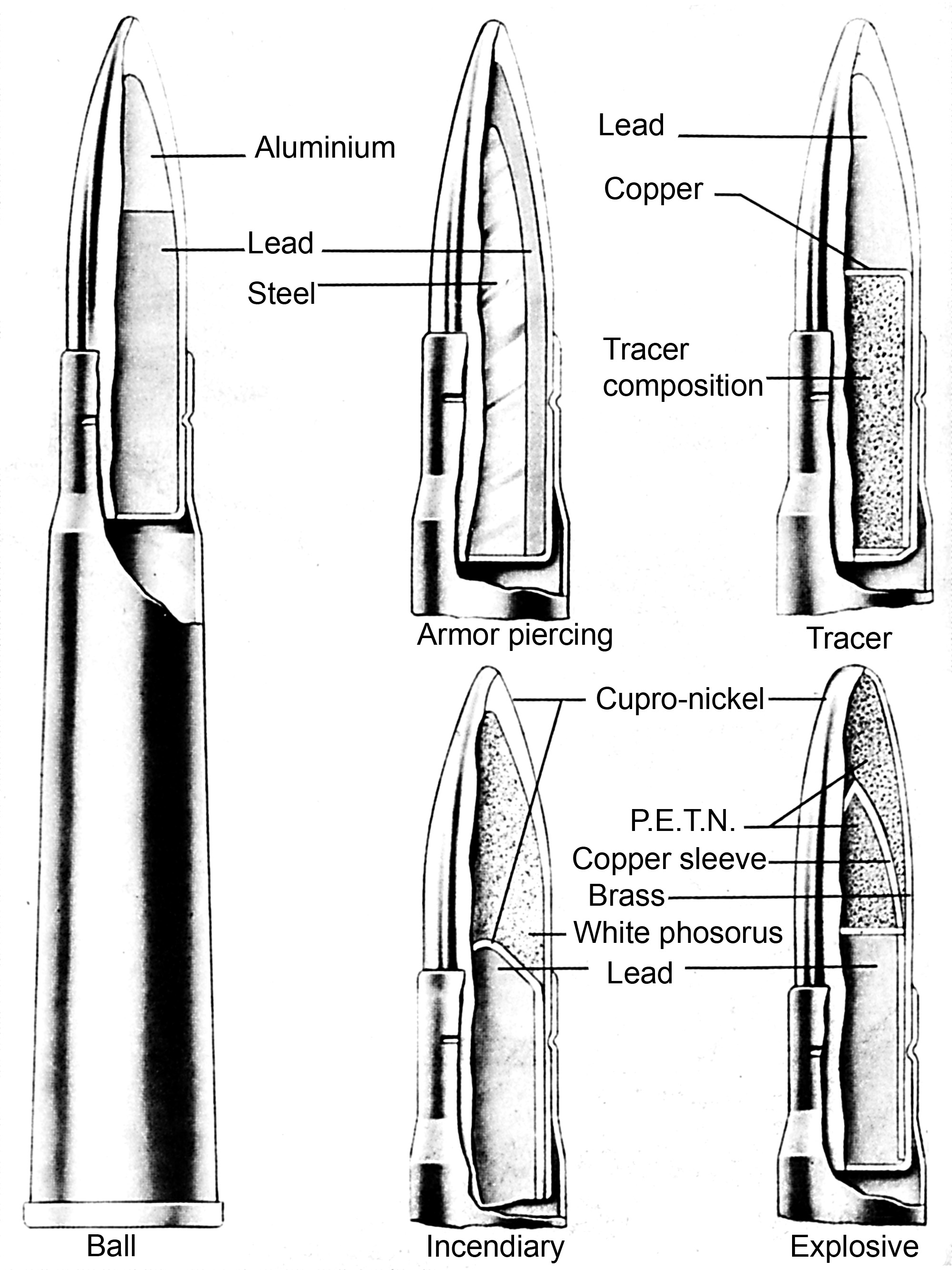
日本で製造された.303ブリティッシュ弾5種類の断面図。左から時計回りに通常弾、徹甲弾、曳光弾、榴弾、焼夷弾

日本はイギリスのルイス軽機関銃を元にした留式七粍七旋回機銃（後に九二式旋回機銃）と、ヴィッカースE型重機関銃を元にした毘式七粍七固定機銃（後に九七式固定機銃）を、使用弾薬と共にライセンス生産し、日本海軍航空機に搭載した。イギリスの機関銃の日本版によって使用される7.7mm弾薬は、.303ブリティッシュ弾（7.7×56mmR）のリムド弾薬と同規格であり、日本陸・海軍の他の機関銃やライフルで使用される7.7×58mmSRのセミリムド実包や、7.7×58mm Arisakaのリムレス実包と明瞭に異なっている。
- 普通弾薬包　
普通弾。弾薬重量25.5g、弾頭11.2g、装薬2.55g[1]。アルミニウム/鉛複合弾芯。ニッケル銅被甲。黒の雷管。
- 徹甲弾薬包　
徹甲弾。弾薬重量25.5g、弾頭11.2g、装薬2.60g[1]。鋼弾芯。真鍮被甲。白の雷管。
- 曳跟弾薬包　
曳光弾。弾薬重量24.0g、弾頭9.5g、装薬2.55g[1]。曳跟剤0.98gを含む[2]。鉛弾芯。ニッケル銅被甲。赤の雷管。
- 焼夷弾薬包一型　
焼夷弾。弾薬重量24.0g、弾頭9.6g、装薬2.55g[1]。焼夷剤として黄燐0.61gを含む[2]。鉛弾芯。真鍮被甲。緑の雷管。
- 焼夷弾薬包二型　
特殊焼夷弾（榴弾）。弾薬重量24.2g、弾頭9.8g、装薬2.60g[1]。 第一焼夷剤（ヘキソーゲン・ペントリット）0.24g、第二焼夷剤（ヘキソーゲン・アルミニウム）0.26gを頭部に内蔵する[2]。鉛弾芯。銅被甲。紫の雷管。

日本海軍の標準普通弾薬はイギリスのMk.7実包と非常に似ていた。両方とも、同じ弾丸重量で、同様の「テールヘビー」設計を断面図から見ることができる。

## 軍放出弾薬
軍が放出した余剰.303ブリティッシュ弾薬は、特に銃器展示即売会やオンラインディーラーによって、しばしば入手可能である。これらの雷管は腐食性である場合と、非腐食性の場合とがある。購買の前または火器に装填する前に、適時に弾の仕様を特定することが要注意点である。
ローマ数字VIIIがヘッドスタンプにある実包は、ヴィッカース重機関銃での使用のために特に設計されたMk.8弾である。
Mk.8弾薬はヴィッカース重機関銃ではうまく機能するが、ライフルではボートテールデザインが銃腔の摩損の増加を引き起こすので、使用するべきではない。Mk.8弾薬のボートテール形状をした弾丸デザイン自体には問題は無いが、もしコルダイト装薬を（ニトロセルロースよりはるかに高い温度で燃える）組み合わせて用いると、銃腔の焼損が増加した。
第二次世界大戦の間、ライフルでMk.8弾薬を発砲することにより焼損が累積される効果は知られていた。そしてイギリスのライフル兵は非常時を除いてMk.8弾薬を使用するのを避けるよう命令された。
いかなる.303軍用ライフルのための、最高の汎用弾薬はMk.7デザインである。なぜなら精度とストッピングパワーの最も良い組み合わせを提供するからである。
銃を使用後に徹底的に洗浄整備して、腐食性の塩を取り除くことができるのであれば、腐食性の雷管を装填した弾薬を使用することに問題は無い。東側のいくつかの国はいまだに、弾薬製造に腐食性の雷管を使用している。

## 商業用弾薬

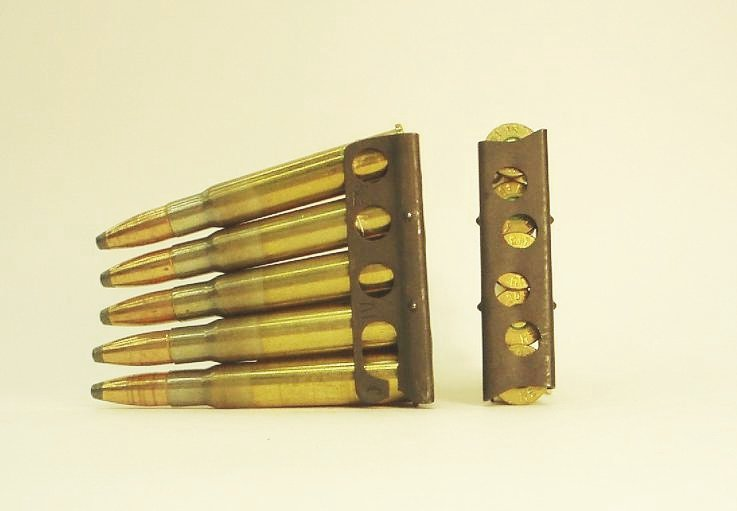
商業用ソフトポイント.303弾薬

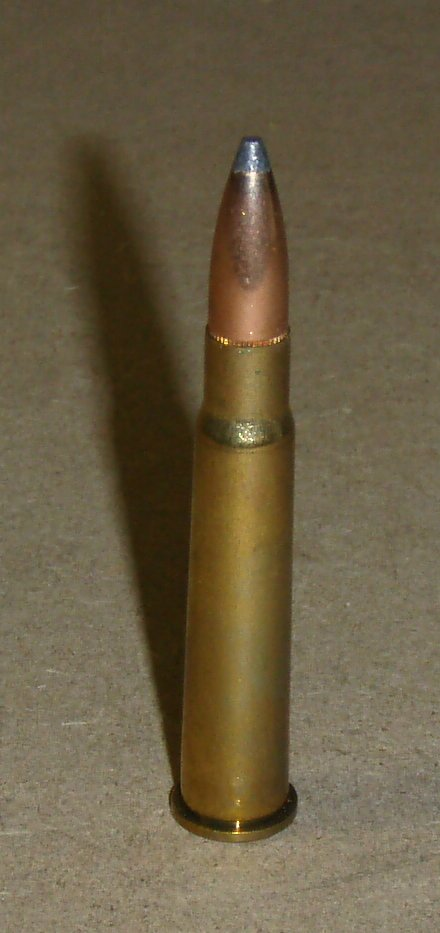
民間用ソフトポイント.303弾薬 狩猟目的に適している

.303ブリティッシュ弾を使用する火器のための商業用弾薬は、実包がレミントン、フェデラル、ウィンチェスター、セリアー&ベロー、ウルフなどの一流のメーカーによってなお製造されているので、容易に入手可能である。またハンドロード用器具と弾薬の構成部品は、ホーナディ、ライマン、RCBSなどのメーカーによって製造されている。ハンドロードに特化した弾丸では、シエラ、ホーナディ、バーンズ、レミントン等のメーカーがある。
極限の精度が要求される場合には、シエラの174グレイン（11.3g）マッチキング・ホローポイント・ボートテール（HPBT）弾丸がポピュラーな選択である。
商業的に生産された弾薬は、様々なデザインの、フルメタルジャケット、ソフトポイント、ホローポイント、フラットベース、ボートテール、などが、尖頭弾と円頭弾の両方において、広く入手可能である。
購入者は、これらがテールヘビーのMk.7デザインを特徴とするかどうかチェックしたがっているかもしれないが、古典的な174グレイン（11.3g）のフルメタルジャケット弾丸もまた広く入手可能である。
どのような場合でも、狩猟および射的の両目的のために、例えば、150、160、170、180、200グレイン（13g）のような、他の重量の弾丸は入手可能である。

## .303ブリティッシュ弾を使用する兵器
- ブレン軽機関銃
- ブローニングM1919重機関銃 航空機銃型
- ロス小銃 Mk.I～III
- Charlton Automatic Rifle
- Farquharson rifle
- Globe Semi-Auto .303 rifle (modified  SVT40 トカレフ)
- Hotchkiss .303 Mk I & I*
- Huot automatic rifle
- リー・エンフィールド
- リー・メトフォード
- ルイス軽機関銃
- マルティニ・エンフィールド
- Parker-Hale Sporter Rifle
- P14エンフィールド
- ソニークロフト・カービン
- ヴィッカース重機関銃
- ヴィッカースK機関銃
- ウィンチェスター M1895